# Guldhedens studiehem

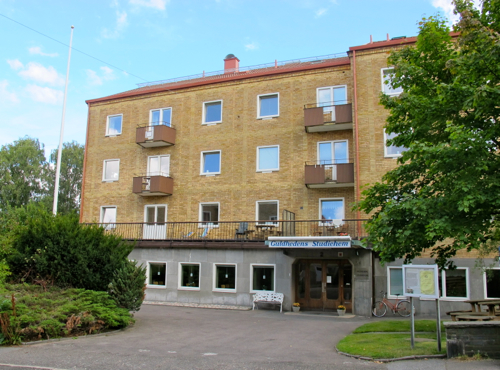
Guldhedens studiehem, Guldheden, Göteborg

Guldhedens studiehem är ett studenthem i södra Guldheden i Göteborg
Stiftelsen Guldhedens studiehem konstituerades den 11 mars 1949 på initiativ av medlemmar ur lokalkretsarna i Göteborg av förbundet för kristen fostran, förbundet kristna seminarister och lärare, Sveriges kyrkliga lärarförbund samt lärarinnornas missionsförening. Den 1 februari 1949 beslöt drätselkammaren att ställa tomtmark till stiftelsens förfogande vid Doktor Bex Gata inom stadsdelen. Tomten uppläts därefter formellt den 19 november 1953 av Göteborgs stadsfullmäktige till Guldhedens studiehem. Uppförandet av studiehemmet finansierades genom bidrag från kommuner, korporationer samt enskilda. Anslag beviljades från Göteborgs och Bohus, Älvsborgs, Hallands, Värmlands, och Skaraborgs läns landsting. Stadsfullmäktige beviljade den 18 september 1952 dessutom 262 000 kronor ur Olof och Caroline Wijks fond.
Hösten 1953 fick man byggnadstillstånd, omfattande schaktnings- och sprängningsarbetena. Det första spadtaget togs tisdagen den 24 november klockan 7 på morgonen av rektor Gustaf Walli. Vid höstterminens start 1955 stod studiehemmet klart och den 25 oktober 1955 skedde invigningen. Arkitekt var Vilhelm Mattson. Det rymde 74 enkelrum, ett dubbelrum och fyra så kallade "dubbletter" med kokvrå för gifta seminarister. Dessutom bostäder för personal och en restaurang för cirka 100 gäster. Kostnaderna uppgick till 1 760 000 kronor. På somrarna användes hemmet som hotell, Hotell Guldhedens studiehem.